# Caeté
Caeté es un municipio brasileño del estado de Minas Gerais. Su población medida por el IBGE en 2007 era de 40.634 habitantes. Pertenece a la Región Metropolitana de Belo Horizonte.
Es en este municipio donde se encuentra la Sierra de la Piedad. En el alto, hay un santuario católico que recibe peregrinos desde hace muchas décadas. En el mismo lugar, funciona un observatorio de la Universidad Federal de Minas Gerais (UFMG). 
Caeté, en tupí-guaraní, significa "Bosque Denso" o "Bosque Virgen". Su denominación anterior era Villa Nueva de la Rainha.
La historia de Caeté tiene su origen en la fiebre del oro, guardando importantes episodios, como la Guerra de los Emboabas.
Parte del patrimonio artístico y arquitectónico, que se remonta a ese pasado, se encuentra también bien conservado. Como ejemplo de esto, tenemos la Iglesia de Nuestra Señora del Bom Sucesso, la primera de Minas construida en mampostería de piedra, una de las más bellas obras del barroco rococó. Otras buenas opciones son los museos Regional, Museo Casa Juán Pinheiro (Solar del Tinoco), del siglo XVIII.
Rodeada por las sierras y densa vegetación, Caeté proporciona un clima apacible para vivir y para el fomento de las actividades agropecuarias.
La ciudad también presenta gran potencial para la práctica de turismo de aventura, teniendo gran tradición en la escalada. Fue citada por la Revista Vea como uno de los 9 principales destinos del Brasil para la práctica de deportes radicales.